# 克麥羅沃

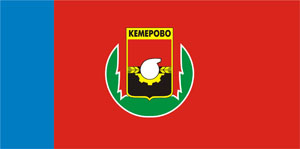
科麥羅沃旗幟

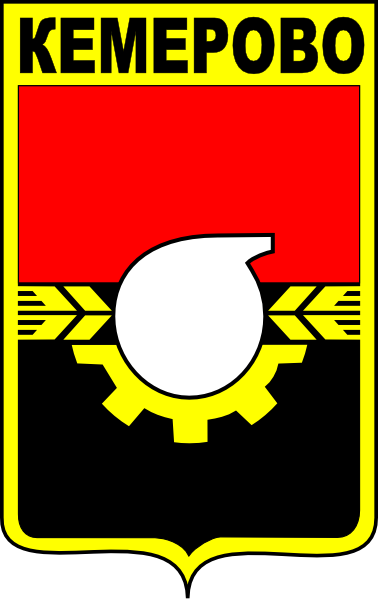
科麥羅沃徽章

克麦罗沃（羅馬化：Kemerovo）是俄羅斯克麥羅沃州首府，位於托木河畔。2002年人口484,754人。
傳統的建城年份為1918年，原名谢格洛夫斯克（Щегловск），1932年改為今名，1943年成為州府。
有連接西伯利亞鐵路的支線鐵路。

## 友好城市
- 匈牙利諾格拉德州紹爾戈陶爾揚